# پارک ملی وسوویوس
پارک ملی وسوویوس (به ایتالیایی: Parco nazionale del Vesuvio) یک پارک ملی و منطقه حفاظت‌شده در ایتالیا است که در کامپانیا واقع شده‌است.